# Дикейтър (окръг, Айова)
Окръг Дикейтър (на английски: Decatur County) е окръг в щата Айова, Съединени американски щати. Площта му е 1378 квадратни километра, а населението – 7870 души (по изчисления за юли 2019 г.). Административен център е град Лион.